# Partido de Roque Pérez
Roque Pérez es uno de los 135 partidos de la provincia argentina de Buenos Aires. Está situado en el noreste de la provincia, entre los 59° y 60° de longitud Oeste y 35° 38’ de latitud Sur. . Su cabecera es la ciudad homónima. Por el Partido pasa la RN 205 y la RP 30.

## Toponimia

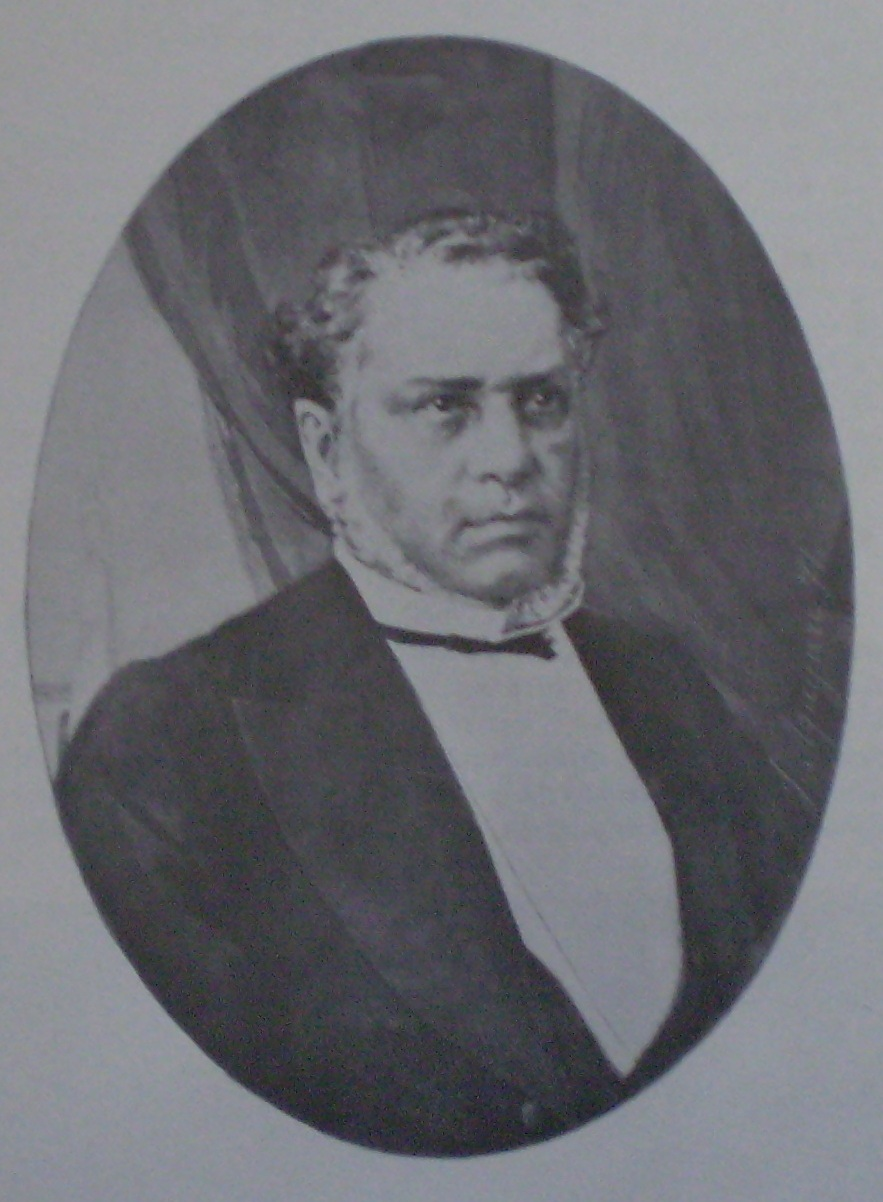
José Roque Pérez

El Partido de Roque Pérez debe su nombre a José Roque Pérez, abogado nacido en Córdoba en 1815. Se destacó en la organización de la francmasonería y fue el primer Venerable Maestro de la Gran Logia de la Argentina de Libres y Aceptados Masones.
En 1871, en ocasión de la epidemia de fiebre amarilla en Buenos Aires se incorporó a la Comisión Popular de Salubridad, de la que fue elegido su presidente. En ese cargo arriesgó repetidamente su vida para tratar de salvar la de las víctimas de la epidemia, hasta que finalmente se contagió y perdió la vida. Dejó una imagen de sacrificio y martirio, que le mereció el homenaje de la fundación de un pueblo con su nombre.

## Historia
En 1848, en donde más tarde se fundó el paraje “La Paz” hubo una pulpería cuyo permiso fue otorgado por Juan Manuel de Rosas a un tal Viruga. El documento decía: «Buenos Aires, abril 8 de 1848: Se concede y otorga permiso al señor N. Viruga para establecerse con una pulpería en Jurisdicción del Fortín Monte: siempre que no sea administrada por ningún salvaje e inmundo unitario». Firmado: Juan Manuel y un sello de lacre rojo con la inscripción «Viva la Santa Federación».
En el año 1856, luego de la caída de Rosas, empezó a tomar fuerza la población de los parajes. Ese año, Ramón Portos y Manuel Millán fundaron la pulpería “El Toro” que existió al otro lado de la estancia “La Biznaga”, que en esa época era solo campo con unos ranchos de paja que pertenecían a Guillermo Frías. 
En 1859, después de la batalla de Cepeda, Portos y Manuel González fundaron el boliche “La Paz”, en el campo de Andrea Madrid de Berro. Este comercio estaba establecido en el lugar donde todavía hoy se conserva. En aquellos tiempos estaba rodeado por unos fosos que llegaban al agua de las napas subterráneas, para defenderse de los malones de los indios; de día colocaban tablones que servían de puente y de noche eran retirados para quedar a resguardo.
En la década de 1910, el territorio en el que está situado el partido dependía de Luján. Luego pasó a depender de Lobos y, por último, de Saladillo. Mucha gente trabajó para lograr la autonomía municipal, tal es el caso de la comisión integrada por algunas de las siguientes personas: Juan Espelosín (Presidente), Homero Fernández (Secretario) y los Sres. Piñerúa, Aussedat, Echandi y Francisco Lescano (propietario del diario El Pueblo). En 1913 durante la gobernación de Arana, el senador Eulogio M. Berro presentó el proyecto de ley para la creación del Partido de Roque Pérez, el cual tuvo sanción definitiva por parte de la legislatura el 24 de junio. El primer Comisionado Municipal fue el Dr. Atilio Viale y el primer Intendente fue Domingo Larraburu, elegido el 21 de agosto de 1916.
[cita requerida]

### Intendentes municipales desde 1983
| Intendente                | Mandato                                           | Partido |
| Federico Bolla            | 10 de diciembre de 1983 - 10 de diciembre de 1987 | UCR     |
| Jorge Jesús Cravero       | 10 de diciembre de 1987 - 10 de diciembre de 1995 | UCR     |
| Hugo Pablo Oreja          | 10 de diciembre de 1995 - 10 de diciembre de 1999 | PJ      |
| Jorge Jesús Cravero       | 10 de diciembre de 1999 - 10 de diciembre de 2003 | UCR     |
| Hugo Pablo Oreja          | 10 de diciembre de 2003 - 10 de diciembre de 2011 | PJ      |
| Juan Carlos Gasparini     | 10 de diciembre de 2011 - 10 de marzo de 2022     | PJ      |
| José Luis Horna           | 10 de marzo de 2022 - 10 de diciembre de 2023     | PJ      |
| Maximiliano Oscar Sciaini | 10 de diciembre de 2023 - al presente             | FR      |

## Geografía

### Límites
El Partido de Roque Pérez limita con los siguientes partidos: al noreste con Lobos, al este con Monte, al sudeste con General Belgrano y Las Flores, al sudoeste con Saladillo y al noroeste con 25 de Mayo.

### División territorial
Su extensión es de 157.093 hectáreas equivalentes a 1570,93 km². Para su mejor administración y gobierno, el partido está dividido en ocho cuarteles, correspondiendo el primero a la ciudad cabecera (planta urbana).

### Vías de acceso
- Ruta Nacional 205
- Ruta Provincial 30

### Geología y geomorfología
Pertenece a la "Cuenca Deprimida del río Salado (del Sur), sobre el basamento cristalino del Macizo de Brasilia. Es un área plana formada sobre una fosa tectónica rellenada por sedimentos marinos y continentales, que han ocasionado un drenaje deficiente con numerosas lagunas, bañados y pajonales sobre las que se extiende una amplia red de canales que tratan de drenar sus aguas hacia el Plata e impedir las frecuentes inundaciones.
El relieve se presenta con declive hacia el valle del río Salado. Gran parte de su superficie son campos tendidos en su mayoría inundables debido al mal drenaje antedicho.

### Hidrografía
- Río Salado,
- Arroyo Saladillo,
- Arroyo Las Flores
- "Canal 16"

Estos espejos de agua son la principal causa de visita durante los fines de semana, ya que permiten la pesca deportiva y la práctica de deportes náuticos.

## Población
Según los resultados definitivos del censo de 2022 la población del partido alcanza los 13.977 habitantes.
De acuerdo al censo realizado en 1911, la población se componía de 3280 habitantes urbanos y 3042 habitantes rurales. 
El censo de 1932 arrojó un número de 12122 habitantes en todo el partido. 

## Educación
- Año 2005
- N.º de establecimientos: 44
- Matriculados: 3.281
- Docentes: 380
- Comedores: 39
- Presupuesto: $ 217.633

## Localidades y parajes
- Roque Pérez
- Carlos Beguerie
- Juan Tronconi
- La Reforma
- Santiago Larre
- El Lobo Tauzy